# MASH (film)
MASH (skrót od angielskiego Mobile Army Surgical Hospital – Mobilny Wojskowy Szpital Chirurgiczny) – amerykańska komedia wojenna z 1970 roku w reżyserii Roberta Altmana. Obraz uhonorowano Złotą Palmą na 23. MFF w Cannes oraz pięcioma nominacjami do Oscara, w tym za najlepszy film roku i reżyserię.

## Fabuła
Film, utrzymany w konwencji groteski, powstał na kanwie powieści M*A*S*H: A Novel About Three Army Doctors amerykańskiego pisarza Richarda Hookera. Traktuje o przygodach trójki chirurgów szpitala polowego, podczas wojny koreańskiej. Kapitanowie Benjamin Hawkeye Pierce (Donald Sutherland), John Traper McIntyre (Elliott Gould) oraz Augustus Duke Forrest (Tom Skerritt) za żadną cenę nie chcą przyjąć do wiadomości, że wokół nich toczy się wojna, którą trzeba się śmiertelnie przejmować, a najważniejszą cechą amerykańskiego oficera powinien być niezachwiany patriotyzm. Pod pozorną lekkością fabuły i swobodnym zachowaniem bohaterów film kryje jednak zdecydowaną postawę antywojenną, a bohaterowie wpisują się w poczet wojennych kontestatorów, obok Szwejka i Yossariana.

## Obsada
- Donald Sutherland jako kapitan Benjamin Franklin ‘Hawkeye’ Pierce(inne języki) (Sokole Oko)
- Elliott Gould jako kapitan John Francis Xavier ‘Traper’ McIntyre(inne języki) (Traper)
- Tom Skerritt jako kapitan Augustus Bedford ‘Duke’ Forrest
- Sally Kellerman jako major Margaret ‘Hotlips’ O’Houlihan(inne języki) (Gorące Wargi)
- Robert Duvall jako major Frank Burns(inne języki)
- Roger Bowen jako pułkownik Henry Braymore Blake
- René Auberjonois jako Ojciec John Patrick Francis Mulcahy
- David Arkin jako sierżant Vollmer
- Jo Ann Pflug(inne języki) jako porucznik Maria ‘Dish’ Schneider
- Gary Burghoff jako kapral Walter ‘Radar’ O’Reilly(inne języki) (Radar)
- John Schuck jako kapitan Walter Kosciuszko 'Painless Pole’ Waldowski (Bezbolesny Polak)
- Fred Williamson jako kapitan Oliver Harmon ‘Speerchucker’ Jones (Dzida)
- Michael Murphy jako Ezekiel Bradbury 'Me Lay’ Marston IV

## Produkcja
Zdjęcia kręcono w Kalifornii (Los Angeles, Malibu).

## Ciekawostki
- Większość aktorów, których zaangażował Altman, to debiutanci. Sam reżyser, o ile film kręcił bez przeszkód i ingerencji, to podczas montażu popadł w konflikt z producentami, którym nie podobała się swoboda obyczajowa lansowana w MASH-u, jego antypatriotyczność i antywojskowość oraz przede wszystkim krew tryskająca podczas scen dziejących się na sali operacyjnej. W końcu Altmanowi udało się przeforsować swoją wersję, a po entuzjastycznym przyjęciu obrazu przez widownię podczas próbnego seansu producenci wycofali zastrzeżenia.

- Z filmu pochodzi popularna piosenka Suicide Is Painless, kompozycja Johnny’ego Mandela ze słowami Mike’a Altmana, 14-letniego syna reżysera.

- Film stał się podstawą serialu telewizyjnego o tym samym tytule, z Alanem Aldą w roli głównej. Jedynym aktorem, który zagrał ważną rolę zarówno w filmie, jak i w serialu, był Gary Burghoff, odtwórca postaci „Radara”. Oprócz niego w obydwu produkcjach zagrali Fred Williamson grający kpt. „Dzidę” Jonesa oraz G. Wood(inne języki), odtwórca roli generała Hammonda, ale obaj wystąpili tylko w kilku epizodach pierwszego sezonu.